# Anton Marti
Anton Marti (Labin, 10. travnja 1923. – Zagreb, 21. siječnja 2004.), bio je hrvatski televizijski i kazališni redatelj te jedan od osnivača Televizije Zagreb. Režirao je veliki broj televizijskih emisija zabavnog, glazbenog, natjecateljskog i magazinskog karaktera. Višestruki je dobitnik međunarodnih i domaćih nagrada, a 1994. godine dodijeljen mu je i Porin za životno djelo.

## Životopis
Anton Marti rođen je 10. travnja 1923. godine u Labinu. Školovao se u Trstu, a akademiju je završio u Rimu. Do 1949. godine glumi u talijanskim kazališnim družinama, a nakon toga dolazi u Kopar gdje glumi, režira i surađuje u kazalištu, radiodramskim i drugim emisijama Radiopostaje Kopar. 1956. godine dolazi u Zagreb i pridružuje se utemeljiteljima tadašnje Televizije Zagreb, te režira neke od njezinih prvih emisija. Režirao je i osmislio veliki broj revijskih, zabavno-glazbenih, igranih i magazinskih emisija za TV Zagreb i TV Ljubljanu. To su bile emisije raznih žanrova koje su svoja prva emitiranja počinjala pod njegovom redateljskom palicom.
Glumio je u nekoliko filmova ali i u kazališnim komadima. Glumu je završio u Trstu, a u Rimu kazališnu akademiju. Osim svog djelovanja na TV-postajama bivše Jugoslavije (najviše zagrebačkoj i ljubljanskoj), također se bavio i kazališnom režijom i režirao je više od 50 kazališnih predstava, najčešće u hrvatskim i slovenskim kazalištima. 1968. godine u Ljubljani prenosio je prvu emisiju u boji. Neki od njegovih najpoznatijih TV programa su Videofon, Licem u lice, Na licu mjesta, Svjetla pozornice, te mnogobrojne zabavne i novogodišnje emisije. Režira prenose najvećih priredbi i festivala, a krajem šezdesetih i početkom sedamdesetih radi tada popularnu emisiju "TV magazin". Dobitnik je mnogobrojnih televizijskih nagrada, a 1994. godine dobio je Porina za životno djelo.
Anton Marti umro je 21. siječnja 2004. godine u Zagrebu u 81. godini života.

## Vanjske poveznice
- Marti (Martinčić), Anton Hrvatska enciklopedija. LZMK
- LZMK /Istarska enciklopedija: Marti, Anton
- Porin.info (arhiv) – Dobitnici nagrada za životno djelo: Anton Marti